# Jozef Janssens
Jozef Marie Aloys Janssens de Varebeke (Sint-Niklaas, 29 maggio 1854 – Anversa, 29 giugno 1930) è stato un pittore belga, ritrattista di pittura storica.

## Biografia

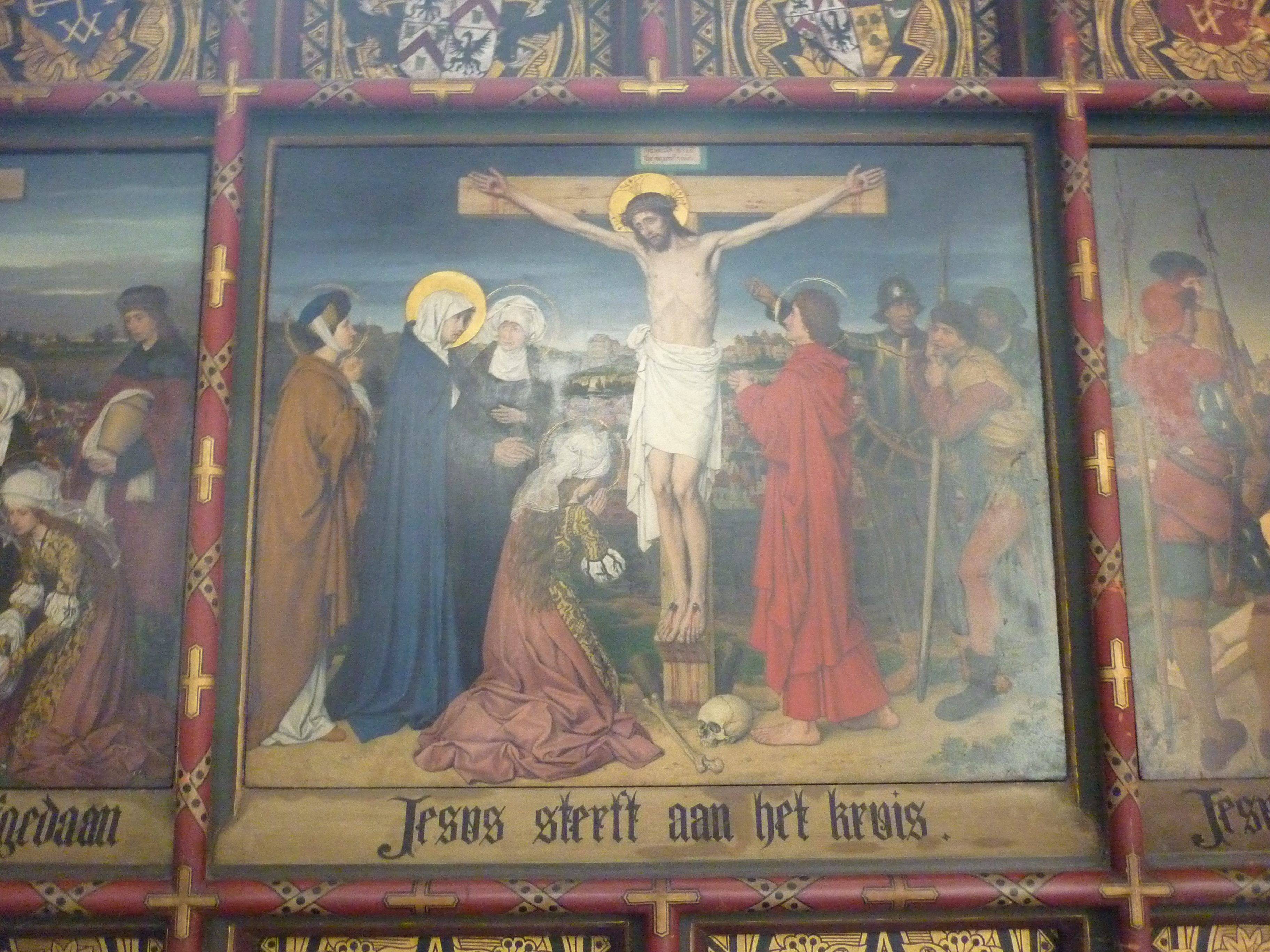
Gesù muore in croce, particolare dal ciclo della Via Crucis di Janssens I sette dolori di Maria nella cattedrale di Nostra Signora di Anversa

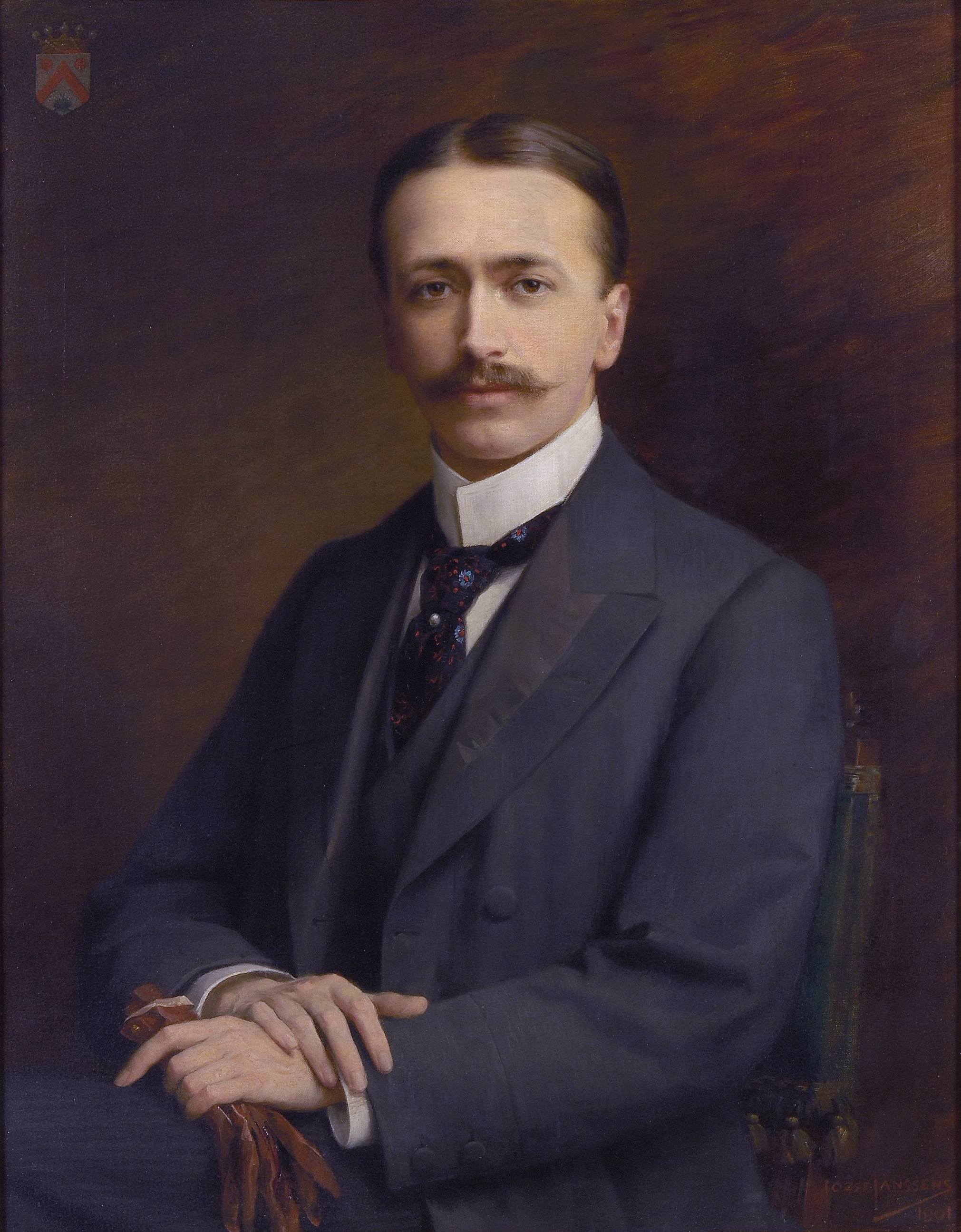
Fritz Mayer van den Bergh, 1901

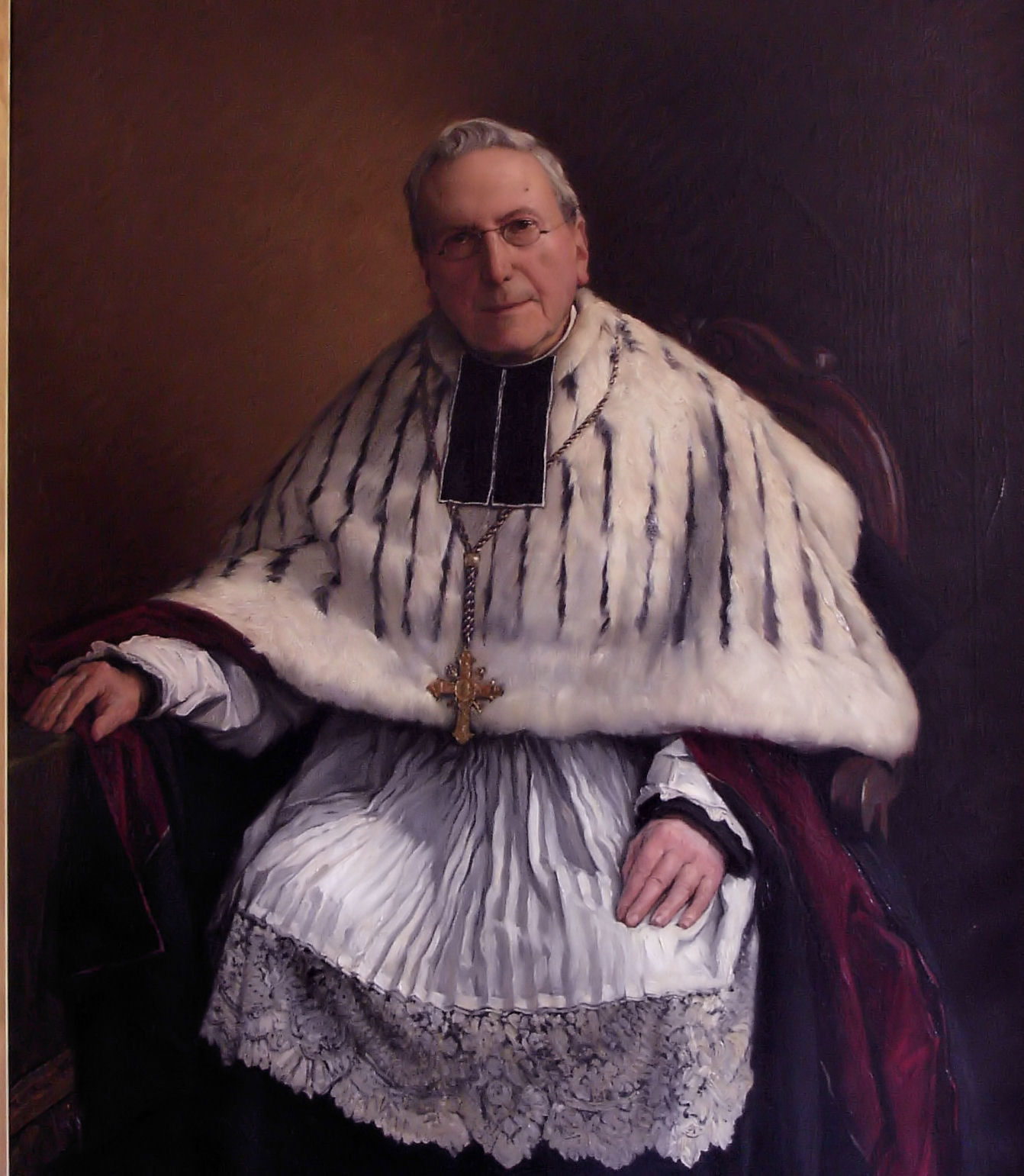
Petrus-Ludovicus Stillemans come canonico onorario a St. Bavo, 1906

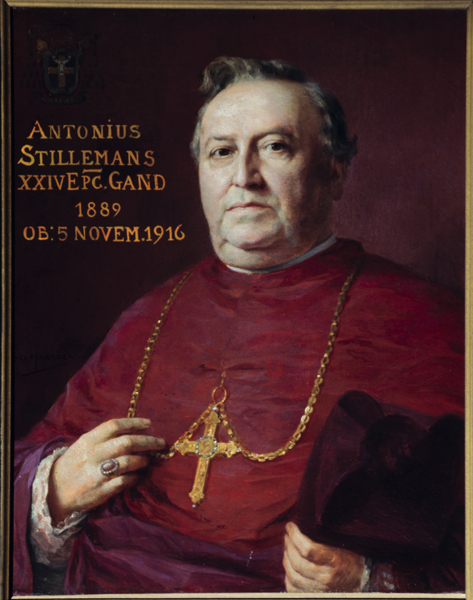
Antoon Stillemans, vescovo di Gand, 1916

Janssens era il figlio maggiore di Theodoor Petrus Franciscus Janssens (1825-1889), industriale e membro della Camera dei rappresentanti, e di Marie-Angélique Beeckman (1834-1889). Crebbe in una famiglia amante dell'arte,  suo padre, che disegnava, era amico dei pittori Jan Swerts e Godefried Guffens. Dopo il liceo nella sua città natale, Janssens ha frequentato il collegio gesuita nel castello Bleijenbeek di Bergen (Limburgo). Nel 1872 i pittori di Düsseldorf Franz Ittenbach e Karl Müller furono ospiti in casa di suo padre.In questa occasione osservarono i suoi primi disegni e lo incoraggiarono ad esercitarsi nella pittura. Dopo essersi diplomato al liceo, Janssens inizialmente lavorò nella fabbrica di famiglia e contemporaneamente seguiva le lezioni di Jan Swerts. Nell'ottobre 1873, quando lasciò Anversa per diventare direttore dell'Accademia di Belle Arti di Praga, Janssens si trasferì nello studio Ittenbach a Düsseldorf. Rimase lì fino all'ottobre 1874. Durante questo periodo ha lavorato con i pittori Ernst Deger e Franz Cremer, tra gli altri. Nell'autunno del 1876 Janssens si trasferì a Roma, dove divenne studente di Ludovico Seitz, del movimento dei Nazareni, conosciuto mediante Ittenbach. La sua permanenza in Italia coincise con il periodo di studi teologici di suo fratello Henri Janssens (nome religioso benedettino Laurentius, 1855-1925) presso la Pontificia Università Gregoriana. Da Roma, Janssens visitò ripetutamente l'Abbazia di Montecassino, dove conobbe Desiderius Lenz, il fondatore della Beuron Art School, e i suoi amici Gabriel Wüger e Lukas Steiner, che erano presenti all'epoca per dipingere la Torretta. Alla fine dell'estate del 1880, Janssen completò il suo soggiorno in Italia. Nel 1884 si stabilì ad Anversa come pittore. Sua moglie Marie Lucie, nata Hye-Hoys (1866-1950), diede alla luce otto figli. La sua tomba si trova sullo Schoonselhof di Anversa. 
Janssens contribuì alla realizzazione di numerosi edifici religiosi con dipinti su tavola e affreschi, ad esempio per la chiesa gesuita di Lovanio, il monastero Begin di Gand, l'abbazia di Maredsous vicino a Namur, le chiese di San Giuseppe e San Willibrord e la Cattedrale di Nostra Signora ad Anversa (1903– 1910). Janssens ha anche realizzato una serie di ritratti del clero, come i ritratti di Papi Leone XIII. e Pio X. (1904), l'arcivescovo di Malines Désiré-Joseph Mercier, il vescovo di Gand Antoon Stillemans (1916) e suo fratello, il sacerdote Petrus-Ludovicus Stillemans (1906). Ha anche immortalato il politico e ministro cattolico Joris Helleputte e il collezionista d'arte Fritz Mayer van den Bergh (1901). Janssens partecipò a varie mostre a Monaco di Baviera e nel 1905 espose alla Liegi World Exhibition. Durante la prima guerra mondiale, Janssens visse come rifugiato a Manchester, dove fu impegnato come ritrattista. Nel 1916 fece i ritratti del fisico nucleare Ernest Rutherford e sua figlia Eileen. 
Nel 1904 Papa Pio X gli conferì l'ordine di San Silvestro papa. Nel 1905 divenne membro dell'Accademia di Anversa e nel 1906 della Royal Commission for Monuments.